# Понте Чарле (Ферара)
Понте Чарле је насеље у Италији у округу Ферара, региону Емилија-Ромања.
Према процени из 2011. у насељу је живело 27 становника. Насеље се налази на надморској висини од 13 м.